# Mendoncia guatemalensis
Mendoncia guatemalensis är en akantusväxtart som beskrevs av Standley och Steyerm.. Mendoncia guatemalensis ingår i släktet Mendoncia och familjen akantusväxter. Inga underarter finns listade i Catalogue of Life.